# میترا فراهانی
میترا فراهانی (زاده ۱۳۵۴ در تهران) کارگردان و نقاش ایرانی مقیم پاریس است. او در سال ۲۰۱۴ به عنوان داور در ۶۴امین جشنواره بین‌المللی فیلم برلین حضور داشت.

## زندگی
میترا فراهانی مدرک کارشناسی گرافیک خود را از دانشگاه آزاد در سال ۱۳۷۶ دریافت کرد و در سال ۱۳۷۸ به فرانسه رفت. میترا به خاطر فیلم فقط یک زن، جایزهٔ تدی جشنوارهٔ فیلم برلین را در سال ۲۰۰۲ برد. وی در شصت و چهارمین دورهٔ جشنوارهٔ فیلم برلین در جمع هیئت داوران حضور داشت. میترا فراهانی تا کنون چندین مستند، از جمله فی‌فی از خوشحالی زوزه می‌کشد را ساخته‌است. فیلم اخیر در روزهای واپسین زندگی بهمن محصص، نقاش ایرانی تهیه شده و برای نخستین بار مجموعه آثار به‌جا ماندهٔ از این هنرمند را به نمایش می‌گذارد. تا جمعه رابینسون! ساخته میترا فراهانی، حول مکالمه ژان‌لوک گدار، فیلم‌ساز فرانسوی و ابراهیم گلستان، فیلم‌ساز و نویسنده ایرانی ساخته شده‌است. فراهانی می‌گوید قصد داشته میان گدار و گلستان گفتگویی برقرار کند. این فیلم برای اولین بار در جشنواره فیلم برلین ۲۰۲۲ به نمایش درآمد و جایزه ویژه هیئت داوران در بخش مواجهه را به‌دست‌آورد.

## فیلم شناسی
- فقط یک زن (۱۳۸۱)
- زهره و منوچهر (۱۳۸۳)
- بهجت صدر زمان معلق (۱۳۸۵)
- فی‌فی از خوشحالی زوزه می‌کشد (۱۳۹۱)
- تا جمعه رابینسون (۱۴۰۰)